# ルートヴィヒ4世 (ヘッセン大公)
ルートヴィヒ4世（ドイツ語: Ludwig IV., 1837年9月12日 - 1892年3月13日）は、ヘッセン大公国の第4代大公（在位：1877年 - 1892年）。全名はフリードリヒ・ヴィルヘルム・ルートヴィヒ・カール（Friedrich Wilhelm Ludwig Karl）。ルートヴィヒ2世の大公子カール（1809年 - 1877年）とその妻であったエリーザベト（プロイセン王フリードリヒ・ヴィルヘルム2世の王子ヴィルヘルムの娘）の息子。

## 生涯
1837年9月12日にダルムシュタットで生まれ、1862年7月1日にイギリス女王ヴィクトリアの次女アリスとワイト島で結婚した。同日、ヴィクトリアはルートヴィヒに対してイギリス内でHRH（殿下）の称号を与える勅許状を出し、加えてガーター勲爵士に叙した。
1866年の普墺戦争では、彼は騎兵隊を率いてオーストリア帝国側で参戦した。1870年に勃発した普仏戦争では、北ドイツ連邦の部隊を指揮してフランスと戦った。
1877年6月13日に伯父のルートヴィヒ3世が嗣子ないまま死去したため、ルートヴィヒ4世が大公位に即いた。この頃ボンで学んでいたドイツ皇太子ヴィルヘルム（後のヴィルヘルム2世）が次女のエリーザベトに求婚するが、エリーザベトが拒絶したうえ従兄妹同士にあたるということもあってこれは成立しなかった。
ルートヴィヒ4世は1878年に大公妃アリスに先立たれ、1884年4月30日に愛人のアレクサンドリーナ・フッテン＝チャプスカと貴賤結婚した。ルートヴィヒ4世は彼女に対してロムロート伯爵夫人の称号を与えた。しかしこの再婚は大きな問題になり、結局彼女とはすぐに離婚することになった。
1892年3月13日、ルートヴィヒ4世はダルムシュタットで死去した。

## 子女
最初の妃であるアリスとの間に2男5女をもうけた。
- ヴィクトリア・アルベルタ・エリーザベト・マティルデ・マリー（1863年 - 1950年） - 1884年、バッテンベルク公子ルートヴィヒ・アレクサンダーと結婚
- エリーザベト・アレクサンドラ・ルイーゼ・アリーツェ（1864年 - 1918年） - 1884年、ロシア大公セルゲイ・アレクサンドロヴィチと結婚
- イレーネ・ルイーゼ・マリア・アンナ（1866年 - 1953年） - 1888年、プロイセン王子ハインリヒと結婚
- エルンスト・ルートヴィヒ・カール・アルブレヒト・ヴィルヘルム（1868年 - 1937年） - ヘッセン大公
- フリードリヒ・ヴィルヘルム・アウグスト・ヴィクトル・レオポルト・ルートヴィヒ（1870年 - 1873年）
- アリックス・ヴィクトリア・ヘレナ・ルイーゼ・ベアトリーツェ（1872年 - 1918年） - 1894年、ロシア皇帝ニコライ2世と結婚
- マリー・ヴィクトリア・フェオドレ・レオポルディーネ（1874年 - 1878年）